# Guerra Fria (1985–1991)

Alianças em 1980

O período da Guerra Fria entre 1985 e 1991 começou com a ascensão de Mikhail Gorbachev como líder da União Soviética. Gorbachev era um líder revolucionário para a URSS, pois foi o primeiro a promover a liberalização da paisagem política (Glasnost), e inseriu elementos capitalistas na economia (Perestroika), antes disso, a URSS estava estritamente proibindo reformas liberais e a manutenção de uma ineficiente economia centralizada. A URSS enfrentava enormes dificuldades econômicas, também estava interessada em reduzir a cara corrida armamentista com os Estados Unidos. As políticas de confrontação pacífica do ex-presidente dos EUA, Ronald Reagan e acúmulos de armas em boa parte de seu mandato, impediu que a URSS cortasse seus gastos militares, tanto quanto gostariam. Independentemente disso, a União Soviética começou a ruir, com as reformas liberais sendo difíceis de se lidar e os elementos capitalistas na economia centralizada causaram más transições e grandes problemas. Após uma série de revoluções no Bloco Soviético, a União Soviética entrou em colapso em 1991.

## Degelo nas relações
Após as mortes sucessivas de três líderes soviéticos idosos desde 1982, o Politburo elegeu Gorbachev como Secretário-geral do Comité Central do Partido Comunista em março de 1985, marcando o surgimento de uma nova geração de liderança. Segundo Gorbachev, relativamente os jovens orientais reformados tecnocratas, que haviam começado suas carreiras no auge da "Desestalinização" sob o líder reformista Nikita Khrushchev, o poder rapidamente se consolidou uma nova dinâmica para a liberalização econômica, e o impulso para o cultivo de relações mais estreitas com o comércio do Ocidente.

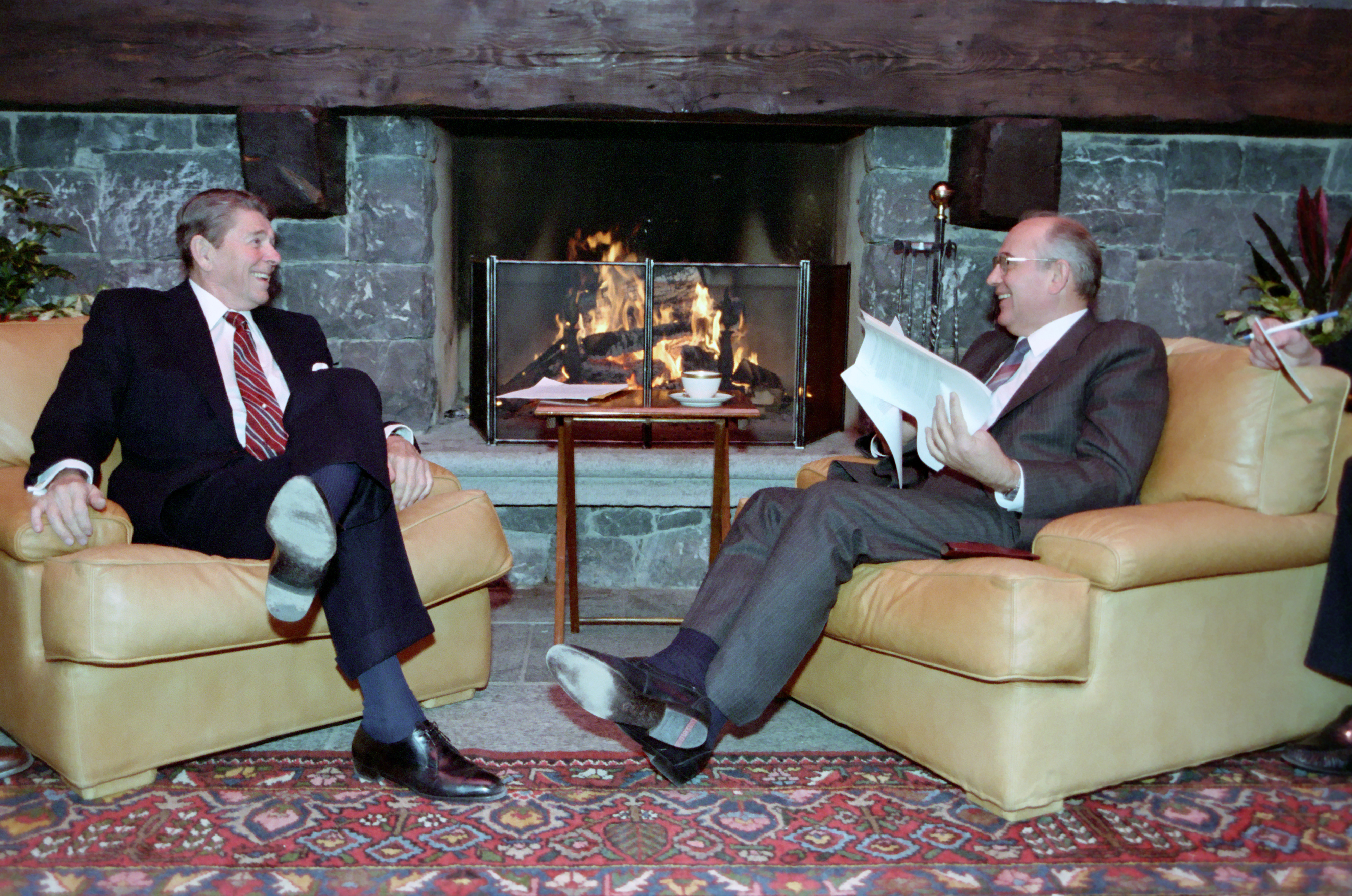
Reagan e Gorbachev durante o seu primeiro encontro de cúpula na casa de praia

Na frente ocidental, a administração do ex-presidente estadunidense Reagan, tomou uma linha dura contra a União Soviética. Sob a Doutrina Reagan, sua administração começou a fornecer apoio militar para movimentos armados anti-comunistas no Afeganistão, Angola, Nicarágua e outros países.
A administração Reagan também convenceu as companhias petrolíferas sauditas a aumentar a produção de petróleo. Isto levou a uma queda três vezes nos preços do barril, pois o petróleo era a principal fonte de geração de receitas para a União Soviética. Seguindo o largo gasto militar soviético anterior, Reagan ordenou um acúmulo de gastos enormes em defesa do Exército dos Estados Unidos, os soviéticos simplesmente não responderam a isto através do reequipamento de seus militares, pois os gastos militares em combinação com a agricultura coletivizada na nação, tornou ineficiente a economia planificada, e causou um pesado fardo para a economia soviética. A economia já estava estagnada e em mau estado, antes mesmo da posse de Gorbachev que, apesar das significativas tentativas de reforma, não foi capaz de revitalizá-la. Em 1985, Reagan e Gorbachev realizaram sua primeira de quatro reuniões, em Genebra, Suiça. Depois de discutir política, fatos, etc., Reagan convidou Gorbachev para ir com ele para uma pequena casa de praia. Os dois líderes explicaram que seu tempo era curto, mas saíram com a notícia de que haviam planejado mais duas (em breve, três), cúpulas.
A segunda reunião teve lugar no ano seguinte, em 11 de outubro de 1986, em Reykjavík na Islândia. A reunião foi realizada para prosseguir as discussões sobre o dimensionamento de volta dos seus arsenais de mísseis balísticos de médio alcance na Europa. As negociações chegaram perto de conseuirem um avanço global sobre o controle de armas nucleares, mas terminou em fracasso devido à proposta de Reagan, a Iniciativa Estratégica de Defesa e o cancelamento da proposta de Gorbachev. No entanto, a cooperação continuou a aumentar e quando isso não acontecia, Gorbachev diminuia algumas armas estratégicas de forma unilateral.
Outras grandes iniciativas de Gorbachev, como Reconstrução (Perestroika) e Abertura (Glasnost), tiveram efeitos por todo o mundo soviético, incluindo, eventualmente a impossibilidade de rafirmar o controle central sobre o Pacto de Varsóvia sem recorrer à força militar.

O ex-presidente dos Estados Unidos, Ronald Reagan fazendo um discurso no Muro de Berlim em junho de 1987, no qual chamou o secretário-geral soviético Mikhail Gorbachev para "derrubar este muro".

Em junho de 1987, Reagan desafiou Gorbachev para ir mais longe com suas reformas e democratização para derrubar o Muro de Berlim. Em discurso no Portão de Brandemburgo ao lado do muro, Reagan declarou:
| “ | Secretário-geral Gorbachev se você procura paz, se você procura a prosperidade da União Soviética, da Europa Oriental, se você procura a liberalização, venha até este portão Sr. Gorbachev, e abra este portão. Sr. Gorbachev, derrube este muro! | ” |

Enquanto os velhos líderes comunistas europeus mantiveram seus Estados nas garras da "normalização", as políticas reformistas de Gorbachev na União Soviética expôs o Partido Comunista como um sistema central moribundo. A crescente desaprovação pública da guerra soviética no Afeganistão, e os feitos sócio-econômicos do acidente de Chernobil na Ucrânia, fortaleceu o repúdio das políticas soviéticas. Na primavera de 1989, a URSS não tinha apenas experimentado debates sobre seu futuro, mas também realizou suas primeiras eleições com multi-candidatos. Pela primeira vez na história, a força da liberalização estava se espalhando do Ocidente para o Oriente.

### A propagação das reformas através da Europa Comunista
O  Gorbachev inspirou ondas de reformas, estas reformas foram se propagando por todo o bloco comunista, como na Polônia com o movimento Solidarność, que rapidamente ganhou terreno. Em 1989, os governos comunistas da Polônia e Hungria se tornaram os primeiros a negociarem eleições competitivas. Na Tchecoslováquia e Alemanha Oriental, protestos em massa destruíram os líderes comunistas entrincheirados. Os regimes comunistas na Bulgária e Romênia também se desintegraram, no último caso, com o resultado de uma revolta violenta. As atitudes haviam mudado o suficiente para que o Secretário de Estado dos Estados Unidos, James Baker sugerisse que o governo estadunidense não deveria se opor a uma suposta intervenção soviética na Romênia, em nome da oposição para evitar mais derramamento de sangue. A onda da maré de mudança culminou com a queda do Muro de Berlim em novembro de 1989, que simbolizava o colapso dos governos comunistas europeus e graficamente com o encerramento da divisão pela Cortina de Ferro na Europa.
O colapso dos governos europeus com o consentimento de Gorbachev, inadvertidamente encorajou várias repúblicas soviéticas a procurar uma maior independência do governo de Moscou. A agitação pela independência dos Estados bálticos levaram primeiro a Lituânia, em seguida, Estônia e Letônia, a declararem sua independência. O descontentamento nas outras repúblicas foram recebidos por promessas de uma maior descentralização. Eleições mais abertas levaram à eleição de candidatos de oposição do governo do Partido Comunista.
Na tentativa de deter as rápidas mudanças no sistema, um grupo de soviéticos da linha-dura representada pelo vice-presidente Gennady Yanayev lançaram um golpe para derrubar Gorbachev em agosto de 1991. O presidente russo, Boris Yeltsin reuniu as pessoas e grande parte do exército contra o golpe e o esforço entrou em colapso. Embora tenha restaurado o poder, a autoridade de Gornachev havia sido irremediavelmente prejudicada. Em setembro, foram concedidos a independência para os Estados Bálticos. Em 1º de dezembro, a Ucrânia retirou-se da URSS. Em 31 de dezembro de 1991, a URSS foi oficialmente dissolvida, quebrando-se em quinze nações separadas.

## Legado
A Rússia e outros Estados sucessores soviéticos enfrentaram uma transição caótica e cruel de uma economia planificada para o capitalismo de mercado livre após a dissolução da União Soviética. Uma grande porcentagem da população vive atualmente na pobreza. O crescimento do PIB também diminuiu, e a expectativa de vida caiu drasticamente. As condições de vida também diminuíram em outras partes do ex-"Bloco Oriental".

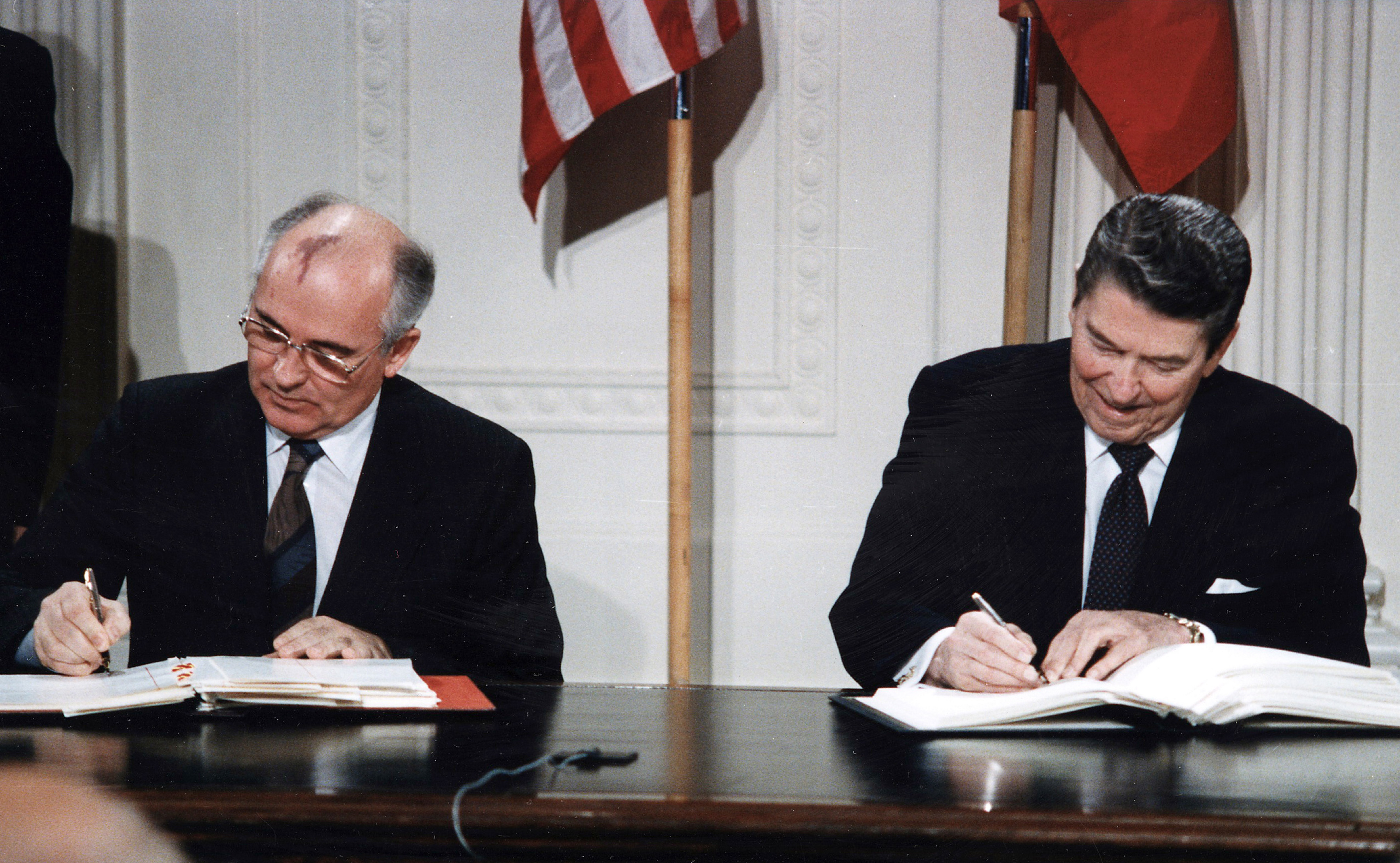
O ex-presidente dos EUA, Reagan e o secretário-geral Gorbachev assinando o Tratado INF em 1987.

O sociólogo Immanuel Wallerstein expressa uma visão menos triunfalista, afirmando que o fim da Guerra Fria é prelúdio para a quebra da Pax Americana. Em seu ensaio Pax Americana is Over, argumenta Wallerstein, "O colapso do comunismo na verdade significou o colapso do liberalismo, removendo a única justificação ideológica por trás da hegemonia dos EUA, uma justificativa tacitamente apoiada pelo adversário ideológico ostensivo do liberalismo".
A exploração do espaço tem se esgotado, tanto nos Estados Unidos e na Rússia, sem a competitiva corrida espacial. Condecorações militares se tornaram mais comuns, criadas pelos esforços das grandes potências, que durante 50 anos extabeleceram hostilidades não declaradas.

## Ganhos e perdas territoriais

### Nações que ganharam território após a Guerra Fria
- Alemanha (como Estado sucessor da Alemanha Ocidental)
- Iêmen (como Estado sucessor do Iêmen do Sul)

### Nações que perderam território após a Guerra Fria
- Rússia (como Estado sucessor da União Soviética)
- Iugoslávia (como o Estado sucessor da República Socialista Federativa da Iugoslávia)
- Etiópia (no final da Guerra de Independência da Eritreia)
- África do Sul (com a transferência de Walvis Bay para a Namíbia, no final do Apartheid)